# 週末のシンデレラ 世界!弾丸トラベラー
『週末のシンデレラ 世界!弾丸トラベラー』（しゅうまつのシンデレラ せかい!だんがんトラベラー）は、2007年（平成19年）10月6日から2012年（平成24年）9月29日まで 、日本テレビ系列で、毎週土曜日の23:30 - 23:55（JST、特別番組などの編成で遅延の場合あり）に放送されていた旅番組である。文字多重放送・データ放送（2011年7月23日より）実施。

## 内容
- シンデレラを名乗っているだけあって、ゲストやレギュラーなどの女性、あるいは女性に近い人が、自身の願望を叶えるために束の間の海外旅行をする。
- この番組で紹介されているツアーは、OLが週末を利用して行くことを想定したものである。その為、ゲストは極力旅の目的を絞り、それ以外の要素は極力削り落としたプランニングをする。
- 基本的に1人旅だが、2人か3人で旅をすることもある。
- 現地1泊が規則になっており、シンデレラタイマーと呼ばれる携帯電話で、現地滞在時間を知らせてくれる。なおこの番組では滞在の制限時間が秒単位で定められており、どんな状況であれ時間が過ぎれば旅は打ち切りとなる。
- 本編のナレーションは、キャイ〜ンの天野ひろゆきが担当しており、普段自身が出演しているバラエティ番組のノリやテンションと違って、VTRの旅人をエスコートしているような雰囲気を出し、落ち着いている。
- スタジオでは、レギュラーの3人が旅の様子を見ており、VTR終了後には旅先にまつわるグッズやお菓子などが紹介される。
- 1人旅の場合は1週完結、複数人での旅の場合は前後編になるのが原則となっている。
- 番組開始以来、特に女性層で常に安定して高視聴率を獲得している。
- モバゲータウンにて同名のソーシャルゲームが配信していた。

## 出演者
- 中川翔子（進行役）
- 山崎静代（南海キャンディーズ）
- 佐々木希 - 2011年10月1日放送分から

### 過去の出演者
- 梨花

2011年4月30日放送分から6月11日放送分までは体調不良のため欠席し、5月21日放送分から6月11日放送分まではVERBALが代理出演した。
自身の妊娠・出産を理由に2011年9月24日放送分を以て番組を卒業した。

## ナレーション
- 天野ひろゆき（キャイ〜ン）※
- 森富美（日本テレビアナウンサー、オープニングのみ）

※第52回（2008年10月4日放送分）では番組開始1周年を祝うため、エンディングに出演した他、弾丸アカデミー賞の回では進行役として出演するなど、スタジオ出演することもある。

## 放映リスト
※ 右にある[表示]をクリックすると一覧表示される。

### 2007年
| 2007年・放映リスト | 2007年・放映リスト    | 2007年・放映リスト     | 2007年・放映リスト | 2007年・放映リスト                              |
| 放送 回数          | トラベラー            | 行き先                 | 期間               | 目的またはテーマ                                |
| ------------------ | --------------------- | ---------------------- | ------------------ | ----------------------------------------------- |
| 第1回              | 長谷川理恵            | モン・サン・ミッシェル | 1泊3日             | モン・サン・ミッシェルを空から見てみたい        |
| 第2回              | 山崎静代              | ベトナム               | 1泊3日             | ベトナムで私だけのドレスを手に入れたい!         |
| 第3回              | ソニン                | イタリア               | 1泊4日             | トマトの王様を使ったイタリアンを味わいたい!     |
| 第4回              | はしのえみ            | オーストラリア         | 0泊3日             | 世界遺産のビーチを一人占めしたい!               |
| 第5回              | 黒谷友香              | ケニア                 | 1泊4日             | 野生動物を空から見たい                          |
| 第6回              | 桜井裕美              | スイス                 | 1泊4日             | アルプスの少女ハイジになりたい!                 |
| 第7回              | 山本モナ              | タイ                   | 1泊4日             | タイの秘境にある極上ホテルで癒されたい!         |
| 第8回              | スザンヌ              | フィリピン             | 1泊3日             | 秘密のビーチで魚と泳ぎたい                      |
| 第9回              | hiroko（mihimaru GT） | ハワイ                 | 1泊3日             | ハワイで神秘の朝日を見て元気になりたい          |
| 第10回             | 東原亜希              | ニューヨーク           | 1泊3日             | 最新ニューヨークファッションを買い物したい      |
| 第11回             | IKKO                  | アイスランド           | 1泊4日             | アイスランドの世界一大きな露天風呂で癒されたい! |
| 第12回             | 村上知子（森三中）    | フィンランド           | 1泊3日             | フィンランドで本場のクリスマスを楽しみたい!     |

### 2008年
| 2008年・放映リスト | 2008年・放映リスト                              | 2008年・放映リスト                              | 2008年・放映リスト                              | 2008年・放映リスト                                       |
| 放送 回数          | トラベラー                                      | 行き先                                          | 期間                                            | 目的またはテーマ                                         |
| ------------------ | ----------------------------------------------- | ----------------------------------------------- | ----------------------------------------------- | -------------------------------------------------------- |
| 第13回             | 中川翔子                                        | バルセロナ                                      | 1泊3日                                          | スペインでダリの世界を究めたい                           |
| 第14回             | さくら                                          | リヨン                                          | 1泊4日                                          | 世界一の光の祭典が見たい                                 |
| 第15回             | 田中美保                                        | イエローナイフ                                  | 1泊3日                                          | カナダでオーロラが見たい                                 |
| 第16回             | 青田典子                                        | インド                                          | 1泊3日                                          | インドの聖地で身も心もきれいになりたい                   |
| 第17回             | 森下千里                                        | カンボジア                                      | 1泊3日                                          | アンコール・ワットを空から見たい                         |
| 第18回             | 磯山さやか                                      | ベルギー                                        | 1泊4日                                          | 最高のバレンタイン・チョコを作りたい                     |
| 第19回             | 国分佐智子                                      | アメリカ・セドナ                                | 1泊3日                                          | セドナで神秘の夕日を見たい                               |
| 第20回             | 友近                                            | 釜山、ソウル                                    | 1泊2日                                          | 韓国鍋でお肌スベスベになりたい                           |
| 第21回             | 優香                                            | ドイツ                                          | 1泊3日                                          | ノイシュヴァンシュタイン城を空から見たい                 |
| 第22回             | 中川翔子、山崎静代                              | 香港                                            | 1泊2日                                          | 翔子プレゼンツ 香港貪欲ツアー! 〜前編〜                  |
| 第23回             | 中川翔子、山崎静代                              | 香港                                            | 1泊2日                                          | 翔子プレゼンツ 香港貪欲ツアー! 〜後編〜                  |
| 第24回             | 島谷ひとみ                                      | イタリア                                        | 1泊4日                                          | 本場のパスタを食べつくしたい                             |
| 第25回             | 西川史子                                        | メキシコ                                        | 1泊4日                                          | テキーラ村で本場のテキーラを飲みたい                     |
| 第26回             | 土岐田麗子                                      | カナダ                                          | 1泊4日                                          | アザラシの赤ちゃんに会いたい                             |
| 第27回             | マリエ                                          | ヨルダン                                        | 1泊4日                                          | 死海に浮かびたい                                         |
| 第28回             | 大沢あかね                                      | パラオ                                          | 1泊3日                                          | 神秘の湖でジェリーフィッシュと泳ぎたい                   |
| 第29回             | 里田まい                                        | 台湾                                            | 1泊2日                                          | 台湾エステで全身リラックスしたい                         |
| 第30回             | 片瀬那奈                                        | ロトルア                                        | 1泊4日                                          | ニュージーランドでアドレナリンを発散したい               |
| 第31回             | 小沢真珠                                        | 上海                                            | 1泊2日                                          | 上海で中国四大料理を食べつくしたい                       |
| 第32回             | 佐藤めぐみ                                      | トルコ                                          | 1泊4日                                          | カッパドキアを気球に乗って空から見たい                   |
| 第33回             | 岩佐真悠子                                      | スイス                                          | 1泊4日                                          | アルプスの山を空から見たい                               |
| 第34回             | 小泉里子                                        | オーストラリア                                  | 1泊3日                                          | 世界遺産のハートリーフを空から見たい                     |
| 第35回             | 吉川ひなの                                      | メキシコ                                        | 1泊4日                                          | クジラを間近で見たい                                     |
| 第36回             | 堀越のり                                        | インド                                          | 1泊3日                                          | インドで本場のカレーを食べつくしたい                     |
| 第37回             | 山田花子                                        | ギリシャ                                        | 1泊4日                                          | サントリーニ島で結婚式の下見をしたい                     |
| 第38回             | AKB48（大島麻衣、篠田麻里子）                   | ベトナム                                        | 1泊3日                                          | おこづかい2万円でベトナムを満喫したい                    |
| 第39回             | にしおかすみこ、宮地真緒                        | タイ                                            | 1泊3日                                          | にしおかプレゼンツ タイでキレイになりたいツアー 〜前編〜 |
| 第40回             | にしおかすみこ、宮地真緒                        | タイ                                            | 1泊3日                                          | にしおかプレゼンツ タイでキレイになりたいツアー 〜後編〜 |
| 第41回             | ギャル曽根                                      | スペイン                                        | 1泊3日                                          | ひまわり畑をかけまわりたい                               |
| 第42回             | 梨花                                            | ホワイトサンズ                                  | 1泊3日                                          | 神秘の朝日からパワーをもらいたい 〜前編〜                |
| 第43回             | 梨花                                            | ホワイトサンズ                                  | 1泊3日                                          | 神秘の朝日からパワーをもらいたい 〜後編〜                |
| 第44回             | ハリセンボン                                    | パリ                                            | 1泊3日                                          | パリ最新スポットでパリジェンヌになりたい 〜前編〜        |
| 第45回             | ハリセンボン                                    | パリ                                            | 1泊3日                                          | パリ最新スポットでパリジェンヌになりたい 〜後編〜        |
| 第46回             | 上原多香子                                      | オーストラリア                                  | 1泊4日                                          | 世界遺産 エアーズ・ロックを空から見たい                  |
| 第47回             | 西川史子                                        | フランス                                        | 1泊3日                                          | シャンパーニュ地方で本場のシャンパンを飲みたい           |
| 第48回             | 西山茉希                                        | バリ島                                          | 1泊3日                                          | バリ島で神々が見守る夕日を見たい                         |
| 第49回             | 山崎静代、酒井若菜                              | イタリア                                        | 1泊4日                                          | 酒井若菜プレゼンツ はじめてのイタリアツアー 〜前編〜     |
| 第50回             | 山崎静代、酒井若菜                              | イタリア                                        | 1泊4日                                          | 酒井若菜プレゼンツ はじめてのイタリアツアー 〜後編〜     |
| 第51回             | 木下優樹菜                                      | ロサンゼルス                                    | 1泊3日                                          | パリス・ヒルトンみたいになりたい                         |
| 第52回             | 加藤ローサ                                      | ノルウェー                                      | 1泊4日                                          | ヨーロッパ最大の氷河を歩きたい                           |
| 第53回             | 内田恭子                                        | ロンドン                                        | 1泊4日                                          | イギリス・湖水地方で独身気分を味わいたい                 |
| 第54回             | 北陽                                            | マカオ                                          | 1泊2日                                          | マカオで思いっきりストレス発散したい                     |
| 第55回             | misono                                          | ドバイ                                          | 1泊3日                                          | ゴージャス&バブリーに楽しみたい                          |
| 第56回             | 加藤夏希                                        | オーストラリア                                  | 1泊4日                                          | リアルなジャングル・クルーズを体験したい                 |
| 第57回             | 光浦靖子                                        | タヒチ                                          | 0泊3日                                          | 南国の楽園タヒチで結婚式の下見をしたい                   |
| 第58回             | 柳原可奈子                                      | インド                                          | 1泊4日                                          | マハラジャホテルでお姫様になりたい                       |
| 第59回             | 鈴木サチ                                        | ラスベガス                                      | 1泊4日                                          | エンターテインメントの街で思いっきりエキサイトしたい     |
| 第60回             | 高杉さと美                                      | ウズベキスタン                                  | 1泊3日                                          | シルクロードの満天の星空に癒されたい                     |
| 第61回             | 長谷川理恵、中澤裕子、吉澤ひとみ                | ハワイ                                          | 1泊3日                                          | 長谷川理恵プレゼンツ とっておきのハワイツアー 〜前編〜   |
| 第62回             | 長谷川理恵、中澤裕子、吉澤ひとみ                | ハワイ                                          | 1泊3日                                          | 長谷川理恵プレゼンツ とっておきのハワイツアー 〜後編〜   |
| 第63回             | 中川翔子                                        | パリ                                            | 1泊3日                                          | パリで最高のクリスマスケーキを買いたい                   |
| 第64回             | あなたが行ってみたい旅 決定! 弾丸アカデミー大賞 | あなたが行ってみたい旅 決定! 弾丸アカデミー大賞 | あなたが行ってみたい旅 決定! 弾丸アカデミー大賞 | あなたが行ってみたい旅 決定! 弾丸アカデミー大賞          |

- 21回は番組初の1時間SPであり番組前半は優香のドイツツアー、後半は中川&山崎の香港ツアーを放送した。また、翌週にはこの香港ツアーの続きが放送された。
- 63回はクリスマスの準備をする梨花と山崎のために中川がケーキとプレゼントを買ってくるためのツアーで、番組の進行が若干異なっていた。

### 2009年
| 2009年・放映リスト | 2009年・放映リスト             | 2009年・放映リスト         | 2009年・放映リスト | 2009年・放映リスト                                                 |
| 放送 回数          | トラベラー                     | 行き先                     | 期間               | 目的またはテーマ                                                   |
| ------------------ | ------------------------------ | -------------------------- | ------------------ | ------------------------------------------------------------------ |
| 第65回             | はるな愛                       | 台北                       | 1泊2日             | 美肌温泉でキレイになりたい                                         |
| 第66回             | 山田優                         | モルディブ                 | 1泊3日             | モルディブの無人島で夕日を独り占めしたい                           |
| 第67回             | 土屋アンナ                     | ジャマイカ                 | 1泊4日             | ジャマイカで自由気ままに過ごしたい ノープランの旅〜前編〜          |
| 第68回             | 土屋アンナ                     | ジャマイカ                 | 1泊4日             | ジャマイカで自由気ままに過ごしたい ノープランの旅〜後編〜          |
| 第69回             | ハリセンボン                   | ニューヨーク               | 1泊3日             | オシャレニューヨーカーになりたい 〜前編〜                          |
| 第70回             | ハリセンボン                   | ニューヨーク               | 1泊3日             | オシャレニューヨーカーになりたい 〜後編〜                          |
| 第71回             | 椿姫彩菜                       | イタリア                   | 1泊4日             | イタリアで最高のバレンタインチョコを作りたい                       |
| 第72回             | 山崎静代、浜口京子             | 韓国                       | 1泊2日             | 山崎静代プレゼンツ 韓国でキレイになるツアー 〜前編〜               |
| 第73回             | 山崎静代、浜口京子             | 韓国                       | 1泊2日             | 山崎静代プレゼンツ 韓国でキレイになるツアー 〜後編〜               |
| 第74回             | 若槻千夏                       | モロッコ                   | 1泊4日             | エキゾチックな大人の女になりたい                                   |
| 第75回             | 吉川ひなの                     | マレーシア・ボルネオ       | 1泊3日             | 野生のオランウータンと触れ合いたい                                 |
| 第76回             | 臼田あさ美                     | エジプト                   | 1泊4日             | エジプトでクレオパトラ気分を味わいたい                             |
| 第77回             | 梨花、山崎静代、中川翔子       | ハワイ                     | 1泊3日             | 梨花プレゼンツ とっておきのハワイツアー(1)                         |
| 第78回             | 梨花、山崎静代、中川翔子       | ハワイ                     | 1泊3日             | 梨花プレゼンツ とっておきのハワイツアー(2)                         |
| 第79回             | 梨花、山崎静代、中川翔子       | ハワイ                     | 1泊3日             | 梨花プレゼンツ とっておきのハワイツアー(3)                         |
| 第80回             | 優木まおみ                     | ニュージーランド           | 1泊4日             | 世界一美しい入り江を空から見たい!                                  |
| 第81回             | 上原美優                       | シンガポール               | 1泊3日             | 初めての海外旅行で目一杯欲張りたい!                                |
| 第82回             | 岩佐真悠子、一ノ瀬優（一般人） | ベトナム                   | 1泊3日             | 世界遺産ハロン湾を親友と眺めたい                                   |
| 第83回             | 益若つばさ、樋口智子           | オーストラリア・タスマニア | 1泊4日             | 動物たちと触れ合いたい                                             |
| 第84回             | 平子理沙                       | 南イタリア・カプリ島       | 1泊4日             | 青の洞窟を見たい                                                   |
| 第85回             | 貫地谷しほり                   | パリ                       | 1泊4日             | パリのお約束名所を全部回りたい                                     |
| 第86回             | 山崎静代                       | 南アフリカ                 | 1泊4日             | 野生動物をたくさん見たい                                           |
| 第87回             | 吉川ひなの、ギャル曽根         | オランダ                   | 1泊4日             | ギャル曽根プレゼンツ チューリップ畑をかけまわりたい 〜前編〜       |
| 第88回             | 吉川ひなの、ギャル曽根         | オランダ                   | 1泊4日             | ギャル曽根プレゼンツ チューリップ畑をかけまわりたい 〜後編〜       |
| 第89回             | 西川史子                       | オーストリア               | 1泊4日             | オーストリアの宮殿で結婚式の下見がしたい                           |
| 第90回             | マリエ、藤井リナ               | インド                     | 1泊3日             | タージマハルを堪能したい 〜前編〜                                  |
| 第91回             | マリエ、藤井リナ               | インド                     | 1泊3日             | タージマハルを堪能したい 〜後編〜                                  |
| 第92回             | 田中美保                       | ザンビア                   | 1泊4日             | ビクトリアの滝で奇跡の虹をくぐりたい                               |
| 第93回             | 道端ジェシカ                   | オーストラリア             | 1泊4日             | ジンベエザメと一緒に泳ぎたい!                                      |
| 第94回             | 鈴木杏                         | ブルガリア                 | 1泊4日             | オリジナルのローズウォーターを作りたい                             |
| 第95回             | 伴都美子、風間ゆみえ           | イスタンブール             | 1泊3日             | 風間ゆみえプレゼンツ! イスタンブールで買い物ざんまい 〜前編〜      |
| 第96回             | 伴都美子、風間ゆみえ           | イスタンブール             | 1泊3日             | 風間ゆみえプレゼンツ! イスタンブールで買い物ざんまい 〜後編〜      |
| 第97回             | にしおかすみこ、宮地真緒       | シドニー                   | 1泊4日             | にしおかすみこプロデュース 初めてのオーストラリアツアー 〜前編〜   |
| 第98回             | にしおかすみこ、宮地真緒       | シドニー                   | 1泊4日             | にしおかすみこプロデュース 初めてのオーストラリアツアー 〜後編〜   |
| 第99回             | 松浦亜弥                       | スペイン                   | 1泊4日             | 世界遺産アルハンブラ宮殿を見たい                                   |
| 第100回            | 梨花                           | ヨルダン                   | 1泊4日             | 梨花プレゼンツ 神秘の遺跡を大親友と見たい! 〜前編〜                |
| 第101回            | 梨花                           | ヨルダン                   | 1泊4日             | 梨花プレゼンツ 神秘の遺跡を大親友と見たい! 〜後編〜                |
| 第102回            | 山田花子                       | フランス                   | 1泊3日             | 初めてのパリで先輩を応援したい!                                    |
| 第103回            | 梨花、山崎静代、中川翔子       | 石垣島                     | 日帰り             | 祝!3年目突入 石垣島日帰りツアー                                    |
| 第104回            | 高樹千佳子                     | アメリカ                   | 1泊4日             | 夕日に染まるグランドキャニオンを見たい                             |
| 第105回            | 水野美紀                       | 中国                       | 1泊2日             | 世界遺産 万里の長城を空から見たい                                  |
| 第106回            | 吉川ひなの、ギャル曽根         | バリ                       | 1泊3日             | ギャル曽根プレゼンツ バリの神秘的な力でパワーアップしたい 〜前編〜 |
| 第107回            | 吉川ひなの、ギャル曽根         | バリ                       | 1泊3日             | ギャル曽根プレゼンツ バリの神秘的な力でパワーアップしたい 〜後編〜 |
| 第108回            | 押切もえ                       | チュニジア                 | 1泊4日             | サハラ砂漠に昇る神秘の朝日を見たい                                 |
| 第109回            | 小倉優子                       | メキシコ                   | 1泊4日             | 太陽のピラミッドでパワーをもらいたい                               |
| 第110回            | 山崎静代、若槻千夏             | ロンドン                   | 1泊4日             | 若槻千夏プレゼンツ ロンドンを遊びつくしたい! 〜前編〜              |
| 第111回            | 山崎静代、若槻千夏             | ロンドン                   | 1泊4日             | 若槻千夏プレゼンツ ロンドンを遊びつくしたい! 〜後編〜              |
| 第112回            | 小泉里子                       | ニューカレドニア           | 1泊4日             | 神秘のハートを空から見たい                                         |
| 第113回            | BENI                           | エジプト                   | 1泊4日             | エジプトの世界遺産で奇跡の朝日を見たい                             |
| 第114回            | 梨花、山崎静代、中川翔子       | 韓国                       | 1泊2日             | 祝!梨花結婚!!しず&しょこ3人ソウル旅 SP                             |

- 82回では新しい試みとして、岩佐真悠子の友人である一般人OLが旅に同行した。仕事後に岩佐と合流してから、帰国後仕事に行くため空港からタクシーに乗るところまで出演しており、より番組の視聴者層に訴えかける構成になっている。旅行中に職場へのお土産を選んだり、岩佐と仕事について語るシーンがある。
- 101回ではトラベラーとしてではないが、梨花の親友・しげるちゃんが同行した。
- 102回ではアースマラソンに挑戦中の間寛平が旅先のフランスで出演し、限られた時間で花子と共に走った。
- 103回は初の国内ツアーであり、番組レギュラーの他にナレーションを務める天野ひろゆきも同行した。
- 114回は2回目の1時間スペシャル。番組後半では司会に天野ひろゆき、ゲストに鈴木紗理奈、しげるちゃんを迎えて、梨花の結婚に関するトークが行われた。

### 2010年
| 2010年・放映リスト | 2010年・放映リスト           | 2010年・放映リスト        | 2010年・放映リスト        | 2010年・放映リスト                                                |
| 放送 回数          | トラベラー                   | 行き先                    | 期間                      | 目的またはテーマ                                                  |
| ------------------ | ---------------------------- | ------------------------- | ------------------------- | ----------------------------------------------------------------- |
| 第115回            | 第二回 弾丸アカデミー大賞    | 第二回 弾丸アカデミー大賞 | 第二回 弾丸アカデミー大賞 | 第二回 弾丸アカデミー大賞                                         |
| 第116回            | 小森純                       | タイ                      | 1泊3日                    | タイの秘境でトラと友達になりたい                                  |
| 第117回            | 梨花                         | パリ                      | 2泊5日                    | 祝!梨花ウェディング 世界一周嫁入り準備ツアー! パリ編              |
| 第118回            | 梨花                         | ニューヨーク              | 2泊5日                    | 祝!梨花ウェディング 世界一周嫁入り準備ツアー! ニューヨーク編      |
| 第119回            | DJ KAORI                     | モーリシャス              | 1泊4日                    | 秘密のビーチひとり占めで最高の一曲を聴きたい                      |
| 第120回            | 光浦靖子                     | 南アフリカ                | 1泊4日                    | アフリカの動物たちと結婚式の下見がしたい                          |
| 第121回            | 舟山久美子                   | フランス                  | 1泊4日                    | フランスで最高のバレンタインチョコを作りたい                      |
| 第122回            | 青田典子、小原正子           | ハンガリー                | 1泊4日                    | 温泉大国ハンガリーでキレイになりたい〜前編〜                      |
| 第123回            | 青田典子、小原正子           | ハンガリー                | 1泊4日                    | 温泉大国ハンガリーでキレイになりたい〜後編〜                      |
| 第124回            | クリスタル・ケイ             | スペイン                  | 1泊4日                    | スペイン・マヨルカ島 神秘の地底湖で音楽を聴きたい                 |
| 第125回            | 伴都美子、風間ゆみえ         | パリ                      | 1泊3日                    | 風間ゆみえプレゼンツ 視聴者プレゼント買い付けパリツアー〜前編〜   |
| 第126回            | 伴都美子、風間ゆみえ         | パリ                      | 1泊3日                    | 風間ゆみえプレゼンツ 視聴者プレゼント買い付けパリツアー〜後編〜   |
| 第127回            | ノースリーブス               | 台湾                      | 1泊2日                    | ゴールデンウィーク旅行計画 お小遣い1万円で台湾を満喫したい!       |
| 第128回            | 益若つばさ、梅田直樹         | グアム                    | 1泊2日                    | 梅しゃんプレゼンツ 最高のハネムーンがしたい!〜前編〜              |
| 第129回            | 益若つばさ、梅田直樹         | グアム                    | 1泊2日                    | 梅しゃんプレゼンツ 最高のハネムーンがしたい!〜後編〜              |
| 第130回            | 小池栄子                     | アメリカ                  | 1泊4日                    | アンテロープキャニオンの光に包まれたい                            |
| 第131回            | 竹下玲奈                     | パプアニューギニア        | 1泊4日                    | パプアニューギニアで幻想的なホタルが見たい                        |
| 第132回            | はるな愛、三倉茉奈、三倉佳奈 | タイ                      | 1泊4日                    | はるな愛プレゼンツ タイで大人の女性になりたいツアー〜前編〜       |
| 第133回            | はるな愛、三倉茉奈、三倉佳奈 | タイ                      | 1泊4日                    | はるな愛プレゼンツ タイで大人の女性になりたいツアー〜後編〜       |
| 第134回            | 田中美保                     | フランス                  | 1泊4日                    | フランスで鳥と一緒に大空を飛びたい                                |
| 第135回            | SHIHO                        | ハワイ・マウイ島          | 1泊3日                    | ハレアカラの朝日で元気になりたい                                  |
| 第136回            | 小泉里子                     | クロアチア                | 1泊4日                    | クロアチアでハートの島を見たい                                    |
| 第137回            | 矢野未希子                   | 南イタリア                | 1泊4日                    | 南イタリアでジローラモのおすすめレストランベスト4を巡る旅         |
| 第138回            | 山崎静代、中川翔子           | 台湾                      | 1泊2日                    | しょこたんプレゼンツ 台湾で小龍包を食べつくしたい!〜前編〜        |
| 第139回            | 山崎静代、中川翔子           | 台湾                      | 1泊2日                    | VERBALプレゼンツ 台湾をディープに楽しむツアー〜後編〜             |
| 第140回            | 安田美沙子                   | インドネシア              | 1泊4日                    | 世界遺産ボロブドゥール遺跡でパワーをもらいたい                    |
| 第141回            | 舟山久美子、村田莉           | 中国                      | 1泊3日                    | パンダの赤ちゃんを抱っこしたい                                    |
| 第142回            | 南明奈                       | スイス                    | 1泊4日                    | スイスでアルプスのお花畑をたくさん見たい                          |
| 第143回            | 吉川ひなの、ギャル曽根       | ロサンゼルス              | 1泊4日                    | 吉川ひなのプレゼンツ ロサンゼルスでやりたい放題ツアー〜前編〜     |
| 第144回            | 吉川ひなの、ギャル曽根       | ロサンゼルス              | 1泊4日                    | 吉川ひなのプレゼンツ ロサンゼルスでやりたい放題ツアー〜後編〜     |
| 第145回            | いとうあさこ、椿鬼奴         | 香港                      | 1泊2日                    | アラフォー芸人ふたり旅 香港でプチセレブな旅がしたい〜前編〜       |
| 第146回            | いとうあさこ、椿鬼奴         | 香港                      | 1泊2日                    | アラフォー芸人ふたり旅 香港でプチセレブな旅がしたい〜後編〜       |
| 第147回            | 竹下玲奈                     | タイ                      | 1泊4日                    | タイの秘境で秘密のビーチを独り占めしたい                          |
| 第148回            | 小泉里子                     | アメリカ                  | 1泊4日                    | マウントシャスタのハートが見たい                                  |
| 第149回            | 紗羅マリー                   | ロンドン                  | 1泊4日                    | ロンドンの最新アイテムをゲットしたい                              |
| 第150回            | 風間ゆみえ                   | モロッコ                  | 1泊4日                    | 弾丸150回記念! 視聴者プレゼント150人分買い付けツアー〜前編〜      |
| 第151回            | 風間ゆみえ                   | モロッコ                  | 1泊4日                    | 弾丸150回記念! 視聴者プレゼント150人分買い付けツアー〜後編〜      |
| 第152回            | バービー                     | モルディブ                | 1泊3日                    | ゼクシィ協力 南の島で結婚式の下見がしたい                         |
| 第153回            | SONOMI                       | スウェーデン              | 1泊4日                    | 北欧インテリアのカリスマが選ぶBEST5の店で北欧雑貨を買いまくりたい |
| 第154回            | BENI、クリスタル・ケイ       | クレタ島                  | 1泊4日                    | ギリシャでエーゲ海と遺跡を見て癒されたい〜前編〜                  |
| 第155回            | BENI、クリスタル・ケイ       | クレタ島                  | 1泊4日                    | ギリシャでエーゲ海と遺跡を見て癒されたい〜後編〜                  |
| 第156回            | 山崎静代、若槻千夏           | メルボルン・タスマニア    | 1泊4日                    | しずちゃんプレゼンツ!メルボルン〜タスマニア縦断ツアー〜前編〜     |
| 第157回            | 山崎静代、若槻千夏           | メルボルン・タスマニア    | 1泊4日                    | しずちゃんプレゼンツ!メルボルン〜タスマニア縦断ツアー〜後編〜     |
| 第158回            | IMALU                        | メキシコ                  | 1泊4日                    | マヤ文明の聖地からパワーをもらいたい                              |
| 第159回            | 小泉里子                     | オーストラリア            | 1泊4日                    | 世界遺産のハートリーフを空から見たい                              |
| 第160回            | AI、幸                       | スリランカ                | 1泊4日                    | AIプレゼンツ スリランカを妹と楽しみたい〜前編〜                   |
| 第161回            | AI、幸                       | スリランカ                | 1泊4日                    | AIプレゼンツ スリランカを妹と楽しみたい〜後編〜                   |
| 第162回            | 大久保佳代子                 | ハワイ                    | 1泊3日                    | ゼクシィ完全サポートハワイで結婚式の下見がしたい                  |
| 第163回            | 加藤ローサ                   | マイアミ                  | 1泊4日                    | アメリカ/マイアミをオープンカーで走りたい                         |
| 第164回            | 梨花、山崎静代、中川翔子     | パリ                      | 1泊4日                    | 梨花・しず・しょこパリでXmasスペシャル                            |

- 121回で舟山が作ったチョコはしゃべくり007で有田哲平に渡された。
- 164回は3回目の1時間スペシャル。

### 2011年
| 2011年・放映リスト | 2011年・放映リスト             | 2011年・放映リスト | 2011年・放映リスト | 2011年・放映リスト                                                         |
| 放送 回数          | トラベラー                     | 行き先             | 期間               | 目的またはテーマ                                                           |
| ------------------ | ------------------------------ | ------------------ | ------------------ | -------------------------------------------------------------------------- |
| 第165回            | ハリセンボン、里田まい         | 韓国               | 1泊2日             | ソウルでK-POPアイドルになりたい〜前編〜                                    |
| 第166回            | ハリセンボン、里田まい         | 韓国               | 1泊2日             | ソウルでK-POPアイドルになりたい〜後編〜                                    |
| 第167回            | DJ KAORI、高橋真依子、May J.   | ニューヨーク       | 1泊4日             | DJ KAORIプレゼンツ パーティー気分でニューヨークを楽しみたい〜前編〜        |
| 第168回            | DJ KAORI、高橋真依子、May J.   | ニューヨーク       | 1泊4日             | DJ KAORIプレゼンツ パーティー気分でニューヨークを楽しみたい〜後編〜        |
| 第169回            | 菅野美穂                       | スウェーデン       | 1泊4日             | 菅野美穂オーロラ&弾丸テーマ曲お披露目SP                                    |
| 第170回            | 佐藤かよ                       | イタリア           | 1泊4日             | ローマで最高のバレンタインチョコを作って告白したい                         |
| 第171回            | 土屋アンナ、蜷川実花           | バハマ             | 1泊4日             | 蜷川実花プレゼンツ!ピンクサンド・ビーチで最高の写真を撮りたい〜前編〜      |
| 第172回            | 土屋アンナ、蜷川実花           | バハマ             | 1泊4日             | 蜷川実花プレゼンツ!ピンクサンド・ビーチで最高の写真を撮りたい〜後編〜      |
| 第173回            | 青山テルマ                     | ウィーン           | 1泊4日             | オーストリアでエレガントな女性になりたい〜前編〜                           |
| 第174回            | 青山テルマ                     | ウィーン           | 1泊4日             | オーストリアでエレガントな女性になりたい〜後編〜                           |
| 第175回            | 松本恵奈                       | ペルー             | 1泊5日             | 弾丸初!南米スペシャル ナスカの地上絵を空から見たい                         |
| 第176回            | 谷村奈南                       | バスク             | 1泊4日             | スペイン・バスクでベスト3のレストランを食べまくりたい                      |
| 第177回            | ローラ                         | パリ・ロンドン     | 1泊4日             | パリ-ロンドンで2011春物ファッションを買いたい                              |
| 第178回            | 田中美保、矢野未希子           | タイ               | 1泊3日             | タイ人気スポット完全制覇ツアー〜前編〜                                     |
| 第179回            | 田中美保、矢野未希子           | タイ               | 1泊3日             | タイ人気スポット完全制覇ツアー〜後編〜                                     |
| 第180回            | 楽しんご                       | シンガポール       | 1泊3日             | シンガポールで最新スポットを楽しみたい                                     |
| 第181回            | 道端ジェシカ、佐々木敬子       | インド             | 1泊4日             | 大注目のインドでオシャレ&カワイイ女子旅がしたい!〜前編〜                   |
| 第182回            | 道端ジェシカ、佐々木敬子       | インド             | 1泊4日             | 大注目のインドでオシャレ&カワイイ女子旅がしたい!〜後編〜                   |
| 第183回            | 小泉里子                       | スイス             | 1泊4日             | スイスでハートの滝が見たい                                                 |
| 第184回            | 小森純、鳥居みゆき             | ハワイ             | 1泊3日             | 小森純プレゼンツ 鳥居みゆきとハワイを楽しみたい〜前編〜                    |
| 第185回            | 小森純、鳥居みゆき             | ハワイ             | 1泊3日             | 小森純プレゼンツ 鳥居みゆきとハワイを楽しみたい〜後編〜                    |
| 第186回            | 大政絢                         | クロアチア         | 1泊4日             | 世界遺産のドゥブロヴニクを弾丸気分で楽しみたい                             |
| 第187回            | はるな愛、黒沢かずこ、バービー | オーストラリア     | 1泊4日             | イケメンに絶対会える!オーストラリア人気スポットツアー〜前編〜              |
| 第188回            | はるな愛、黒沢かずこ、バービー | オーストラリア     | 1泊4日             | イケメンに絶対会える!オーストラリア人気スポットツアー〜後編〜              |
| 第189回            | 鈴木えみ                       | メキシコ           | 1泊4日             | オアハカでメキシコ雑貨を買いまくりたい!                                    |
| 第190回            | 山崎静代、ローラ               | 上海               | 1泊3日             | ローラプレゼンツ しずちゃんと友達になりたい!上海人気スポットツアー〜前編〜 |
| 第191回            | 山崎静代、ローラ               | 上海               | 1泊3日             | ローラプレゼンツ しずちゃんと友達になりたい!上海人気スポットツアー〜後編〜 |
| 第192回            | 中川翔子                       | セドナ             | 1泊4日             | セドナで生まれ変わりたい                                                   |
| 第193回            | 今宿麻美                       | アルゼンチン       | 1泊5日             | 世界最大のイグアスの滝にさわりたい!                                        |
| 第194回            | クリス松村、道端アンジェリカ   | トルコ             | 1泊4日             | 大注目のトルコで女子旅!人気スポット完全制覇ツアー〜前編〜                  |
| 第195回            | クリス松村、道端アンジェリカ   | トルコ             | 1泊4日             | 大注目のトルコで女子旅!人気スポット完全制覇ツアー〜後編〜                  |
| 第196回            | 椿鬼奴、弥生                   | イタリア           | 1泊4日             | 南イタリアで美しいアラフォー女性になりたい〜前編〜                         |
| 第197回            | 椿鬼奴、弥生                   | イタリア           | 1泊4日             | 南イタリアで美しいアラフォー女性になりたい〜後編〜                         |
| 第198回            | 若槻千夏                       | ニューヨーク       | 1泊4日             | アパレルブランドプロデューサー若槻千夏のNY最新秋冬ファッション徹底調査     |
| 第199回            | AMO、AYAMO                     | パリ               | 1泊4日             | パリでヤスカワグッズを買いまくりたい                                       |
| 第200回            | 山崎静代                       | ロシア             | 1泊3日             | 梨花卒業スペシャル                                                         |
| 第201回            | 菅野美穂                       | ペルー             | 1泊5日             | 神秘の空中都市 マチュピチュに行きたい                                      |
| 第202回            | 中川翔子、山崎静代、佐々木希   | 香港               | 1泊2日             | しょこたんプレゼンツ 香港完全制覇ツアー2011〜前編〜                        |
| 第203回            | 中川翔子、山崎静代、佐々木希   | 香港               | 1泊2日             | しょこたんプレゼンツ 香港完全制覇ツアー2011〜後編〜                        |
| 第204回            | バービー、トリンドル玲奈       | フィリピン・セブ島 | 1泊3日             | セブ島でバカンスを楽しみたい〜前編〜                                       |
| 第205回            | バービー、トリンドル玲奈       | フィリピン・セブ島 | 1泊3日             | セブ島でバカンスを楽しみたい〜後編〜                                       |
| 第206回            | 松本恵奈                       | スウェーデン       | 1泊4日             | おしゃれブロガーPRESENTS 今注目のスウェーデンを極めたい                    |
| 第207回            | 紗栄子、クリス松村             | スペイン           | 1泊4日             | クリス松村プレゼンツ スペイン情熱ツアー〜前編〜                            |
| 第208回            | 紗栄子、クリス松村             | スペイン           | 1泊4日             | クリス松村プレゼンツ スペイン情熱ツアー〜後編〜                            |
| 第209回            | 成海璃子                       | インド             | 1泊3日             | 女子1人旅 ガンジス河で沐浴したい                                           |
| 第210回            | 水原希子、黒田エイミ           | ロンドン           | 1泊3日             | 親友と2人 ロンドンをフリーダムに楽しみたい〜前編〜                         |
| 第211回            | 水原希子、黒田エイミ           | ロンドン           | 1泊3日             | 親友と2人 ロンドンをフリーダムに楽しみたい〜後編〜                         |
| 第212回            | いとうあさこ                   | バリ島             | 1泊3日             | 憧れのバリ島で結婚式の下見がしたい                                         |
| 第213回            | 村川絵梨                       | シンガポール       | 1泊2日             | はんにゃ金田プレゼンツ シンガポールでクリスマスを楽しみたい                |

- 169回は1時間SPで番組テーマソング「How Does It Feel?」のお披露目も行われた。
- 170回で佐藤が作ったチョコはザブングルの松尾陽介に渡された。
- 3月12日は前日に発生した東北地方太平洋沖地震（東日本大震災）関連の報道特別番組のため、休止。この日に放送予定の174回は翌週に延期した。
- 201回は5回目の1時間スペシャル。

### 2012年
| 2012年・放映リスト | 2012年・放映リスト               | 2012年・放映リスト       | 2012年・放映リスト | 2012年・放映リスト                                                 |
| 放送 回数          | トラベラー                       | 行き先                   | 期間               | 目的またはテーマ                                                   |
| ------------------ | -------------------------------- | ------------------------ | ------------------ | ------------------------------------------------------------------ |
| 第214回            | 土屋アンナ、蜷川実花             | イタリア・シチリア島     | 1泊4日             | シチリア島で極上の瞬間を撮りまくりたい〜前編〜                     |
| 第215回            | 土屋アンナ、蜷川実花             | イタリア・シチリア島     | 1泊4日             | シチリア島で極上の瞬間を撮りまくりたい〜後編〜                     |
| 第216回            | 指原莉乃                         | ロサンゼルス             | 1泊3日             | AKB指原莉乃 改造計画 ロサンゼルスでオシャレになりたい              |
| 第217回            | 山田優、西山茉希                 | 韓国                     | 1泊2日             | モデルおすすめ ディープなソウルツアー〜前編〜                      |
| 第218回            | 山田優、西山茉希                 | 韓国                     | 1泊2日             | モデルおすすめ ディープなソウルツアー〜後編〜                      |
| 第219回            | ローラ                           | ベルギー                 | 1泊4日             | 大好きな彼に最高のバレンタインチョコを作って渡したい               |
| 第220回            | AI、青山テルマ                   | ベリーズ                 | 1泊4日             | カリブの宝石ベリーズでパワーをもらいたい〜前編〜                   |
| 第221回            | AI、青山テルマ                   | ベリーズ                 | 1泊4日             | カリブの宝石ベリーズでパワーをもらいたい〜後編〜                   |
| 第222回            | 竹下玲奈                         | ニューヨーク             | 1泊3日             | ジョンテ★モーニングプレゼンツ ニューヨーク夜遊びツアー             |
| 第223回            | 舞川あいく、近藤しづか           | タイ                     | 1泊3日             | 藤森慎吾プレゼンツ 女子満足度120％最強ガイドのタイツアー〜前編〜   |
| 第224回            | 舞川あいく、近藤しづか           | タイ                     | 1泊3日             | 藤森慎吾プレゼンツ 女子満足度120％最強ガイドのタイツアー〜後編〜   |
| 第225回            | 藤井リナ、加賀美セイラ           | アブダビ                 | 1泊4日             | アブダビでゴージャス気分を味わいたい〜前編〜                       |
| 第226回            | 藤井リナ、加賀美セイラ           | アブダビ                 | 1泊4日             | アブダビでゴージャス気分を味わいたい〜後編〜                       |
| 第227回            | 水沢エレナ                       | 台湾                     | 1泊2日             | 川島プレゼンツ 魅惑の台湾 王子様ガイドツアー                       |
| 第228回            | 木下ココ                         | パリ・ロンドン           | 1泊3日             | パリ-ロンドンで2012春物ファッションを買いまくりたい                |
| 第229回            | 佐々木希、岸本セシル             | ハワイ                   | 1泊3日             | 親友と二人でハワイ人気スポットを楽しみたい〜前編〜                 |
| 第230回            | 佐々木希、岸本セシル             | ハワイ                   | 1泊3日             | 親友と二人でハワイ人気スポットを楽しみたい〜後編〜                 |
| 第231回            | 小原正子、バービー               | イタリア                 | 1泊4日             | 速水もこみちプレゼンツ 絶品イタリアンを味わいたい〜前編〜          |
| 第232回            | 小原正子、バービー               | イタリア                 | 1泊4日             | 速水もこみちプレゼンツ 絶品イタリアンを味わいたい〜後編〜          |
| 第233回            | ヨンア                           | フランス                 | 1泊4日             | モン・サン・ミッシェルの絶景朝日&パリで買い物もしたーい よくばり旅 |
| 第234回            | 松本恵奈                         | メキシコ・カンクン       | 1泊4日             | 2012年大注目! マヤ文明の聖地からパワーをもらいたい                 |
| 第235回            | 渡辺直美、鈴木奈々               | 香港・マカオ             | 1泊3日             | 渡辺直美プレゼンツ マカオでゴージャスに遊びまくりたい〜前編〜      |
| 第236回            | 渡辺直美、鈴木奈々               | 香港・マカオ             | 1泊3日             | 渡辺直美プレゼンツ マカオでゴージャスに遊びまくりたい〜後編〜      |
| 第237回            | アジアン                         | オーストラリア・ケアンズ | 1泊3日             | ケアンズの世界遺産で結婚式の下見がしたい                           |
| 第238回            | 鈴木砂羽                         | ボリビア                 | 1泊5日             | ウユニ塩湖で奇跡の絶景を見たい                                     |
| 第239回            | 長谷川潤、クリスタル・ケイ       | ノルウェー               | 1泊4日             | ノルウェーの大自然からパワーをもらいたい〜前編〜                   |
| 第240回            | 長谷川潤、クリスタル・ケイ       | ノルウェー               | 1泊4日             | ノルウェーの大自然からパワーをもらいたい〜後編〜                   |
| 第241回            | ローラ                           | ブータン                 | 1泊3日             | ブータンで幸せな1日を体験したい                                    |
| 第242回            | 福田彩乃                         | ハワイ                   | 1泊3日             | ハワイ4島のパワースポットを巡る旅                                  |
| 第243回            | 大石参月                         | インドネシア・バリ島     | 1泊3日             | フルーツポンチ村上プレゼンツ バリ島 極上ロマンチック旅             |
| 第244回            | 紗羅マリー                       | スペイン・イビサ島       | 1泊4日             | 世界一のパーティーアイランド イビサを遊びつくしたい!               |
| 第245回            | 山崎静代、まちゃまちゃ、伊藤修子 | ラスベガス               | 1泊4日             | しずよ会3人旅 ラスベガス テンション&パワーUPツアー〜前編〜         |
| 第246回            | 山崎静代、まちゃまちゃ、伊藤修子 | ラスベガス               | 1泊4日             | しずよ会3人旅 ラスベガス テンション&パワーUPツアー〜後編〜         |
| 第247回            | 土屋アンナ                       | ハワイ                   | 1泊3日             | ハワイ 自由気ままアロハ旅                                          |
| 第248回            | 小泉里子                         | タヒチ                   | 1泊4日             | タヒチで世界最大のハートをゲットしたい!                            |
| 第249回            | 中川翔子、山崎静代、佐々木希     | シンガポール             | 1泊3日             | MC3人 弾丸卒業旅行inシンガポール                                   |
| 第250回            | 中川翔子、山崎静代、佐々木希     | シンガポール             | 1泊3日             | MC3人 弾丸卒業旅行inシンガポール                                   |
| 第251回            | 中川翔子、山崎静代、佐々木希     | シンガポール             | 1泊3日             | MC3人 弾丸卒業旅行inシンガポール                                   |

- 219回でローラが作ったチョコは具志堅用高に渡された。

## 弾丸アカデミー賞
- 総集編としてこれまでのツアーのうち公式HPで視聴者が投票した「もう一度見たいと思ったツアー」を発表するというもの。進行は天野ひろゆきが務める。

|   | 放送日         | 投票対象     | 放送回      | トラベラー               | 行き先                   | 目的またはテーマ                        |
| - | -------------- | ------------ | ----------- | ------------------------ | ------------------------ | --------------------------------------- |
| 1 | 2008年12月27日 | 第1 - 52回   | 第41・42回  | 梨花                     | アメリカ・ホワイトサンズ | 神秘の朝日からパワーをもらいたい        |
| 2 | 2010年1月2日   | 第65 - 108回 | 第77 - 79回 | 梨花、山崎静代、中川翔子 | ハワイ                   | 梨花プレゼンツ とっておきのハワイツアー |

## 書籍
- ガールズハワイ（2009年4月4日、日本テレビ放送網）
- ガールズソウル（2009年12月23日、日本テレビ放送網）
- ガールズパリ（2011年1月29日、日本テレビ放送網）
- ガールズ香港・マカオ（2011年10月22日、日本テレビ放送網）

## iPhoneアプリ
- 世界!弾丸トラベラー トラベルクリップ（2011年4月販売開始、App Storeより有料配信、350円）

## ネット局
| 放送対象地域   | 放送局                                                           | 系列                                         | 放送曜日・時間     |
| -------------- | ---------------------------------------------------------------- | -------------------------------------------- | ------------------ |
| 関東広域圏     | 日本テレビ（NTV） 『週末のシンデレラ 世界!弾丸トラベラー』制作局 | 日本テレビ系列                               | 土曜 23:30 - 23:55 |
| 北海道         | 札幌テレビ（STV）                                                | 日本テレビ系列                               | 土曜 23:30 - 23:55 |
| 青森県         | 青森放送（RAB）                                                  | 日本テレビ系列                               | 土曜 23:30 - 23:55 |
| 岩手県         | テレビ岩手（TVI）                                                | 日本テレビ系列                               | 土曜 23:30 - 23:55 |
| 宮城県         | ミヤギテレビ（MMT）                                              | 日本テレビ系列                               | 土曜 23:30 - 23:55 |
| 秋田県         | 秋田放送（ABS）                                                  | 日本テレビ系列                               | 土曜 23:30 - 23:55 |
| 山形県         | 山形放送（YBC）                                                  | 日本テレビ系列                               | 土曜 23:30 - 23:55 |
| 福島県         | 福島中央テレビ（FCT）                                            | 日本テレビ系列                               | 土曜 23:30 - 23:55 |
| 山梨県         | 山梨放送（YBS）                                                  | 日本テレビ系列                               | 土曜 23:30 - 23:55 |
| 新潟県         | テレビ新潟（TeNY）                                               | 日本テレビ系列                               | 土曜 23:30 - 23:55 |
| 長野県         | テレビ信州（TSB）                                                | 日本テレビ系列                               | 土曜 23:30 - 23:55 |
| 静岡県         | 静岡第一テレビ（SDT）                                            | 日本テレビ系列                               | 土曜 23:30 - 23:55 |
| 富山県         | 北日本放送（KNB）                                                | 日本テレビ系列                               | 土曜 23:30 - 23:55 |
| 石川県         | テレビ金沢（KTK）                                                | 日本テレビ系列                               | 土曜 23:30 - 23:55 |
| 福井県         | 福井放送（FBC）                                                  | 日本テレビ系列 テレビ朝日系列                | 土曜 23:30 - 23:55 |
| 中京広域圏     | 中京テレビ（CTV）                                                | 日本テレビ系列                               | 土曜 23:30 - 23:55 |
| 近畿広域圏     | 読売テレビ（ytv）                                                | 日本テレビ系列                               | 土曜 23:30 - 23:55 |
| 島根県・鳥取県 | 日本海テレビ（NKT）                                              | 日本テレビ系列                               | 土曜 23:30 - 23:55 |
| 広島県         | 広島テレビ（HTV）                                                | 日本テレビ系列                               | 土曜 23:30 - 23:55 |
| 山口県         | 山口放送（KRY）                                                  | 日本テレビ系列                               | 土曜 23:30 - 23:55 |
| 徳島県         | 四国放送（JRT）                                                  | 日本テレビ系列                               | 土曜 23:30 - 23:55 |
| 香川県・岡山県 | 西日本放送（RNC）                                                | 日本テレビ系列                               | 土曜 23:30 - 23:55 |
| 愛媛県         | 南海放送（RNB）                                                  | 日本テレビ系列                               | 土曜 23:30 - 23:55 |
| 高知県         | 高知放送（RKC）                                                  | 日本テレビ系列                               | 土曜 23:30 - 23:55 |
| 福岡県         | 福岡放送（FBS）                                                  | 日本テレビ系列                               | 土曜 23:30 - 23:55 |
| 長崎県         | 長崎国際テレビ（NIB）                                            | 日本テレビ系列                               | 土曜 23:30 - 23:55 |
| 熊本県         | くまもと県民テレビ（KKT）                                        | 日本テレビ系列                               | 土曜 23:30 - 23:55 |
| 大分県         | テレビ大分（TOS）                                                | 日本テレビ系列 フジテレビ系列                | 土曜 23:30 - 23:55 |
| 宮崎県         | テレビ宮崎（UMK）                                                | フジテレビ系列 日本テレビ系列 テレビ朝日系列 | 土曜 23:30 - 23:55 |
| 鹿児島県       | 鹿児島読売テレビ（KYT）                                          | 日本テレビ系列                               | 土曜 23:30 - 23:55 |
| 沖縄県         | 琉球放送（RBC）                                                  | TBS系列                                      | 金曜 24:20 - 24:45 |

- テレビ宮崎は、直前に放送されるフジテレビ系列番組『土曜プレミアム』の拡大等により時差放送を行う場合がある。また、放送日がFNSの日にあたる場合は翌週土曜の午後に振替放送を行う。
- 琉球放送では数週遅れの時差ネットでの放送となるが、日本テレビ系列と同じスポンサー企業が一社付いている。

## スタッフ
- 企画・演出：石村修司
- ナレーション：天野ひろゆき（キャイ〜ン）、森富美（日本テレビアナウンサー）
- 構成：堀江利幸、加藤淳一郎、宮下勇二、岡野ぴんこ
- 美術プロデューサー：佐藤千穂
- デザイン：熊崎真知子
- 大道具：鷲巣香菜、小笠原憲仁
- 小道具：片岡あさみ
- TM（テクニカルマネージャー）：樋口正史
- SW（スイッチャー）：北折雅人、鈴木健司
- カメラ：山内剛、泉博司
- 照明：山本智浩、井口弘一郎
- 音声：山口直樹、依田真和
- 調整：斉藤孝行、伊東大哲
- 音響効果：鈴木信行
- 編集：高橋直人（スタジオヴェルト）
- MA：丸山輝幸（スタジオヴェルト）
- TK：塚越倫子
- PR：角田久美子
- 編成：中村圭吾
- デスク：赤津郷子
- CG：黒木遠志、アイヴリックスタジオ、PAIK DESIGN OFFICE
- ロケ技術：久保田雅文（VSQ）、植松賢一（八峯テレビ）、吉田剛・福重伸隆（池田屋）、岩澤治・佐々木裕也（Can）
- 制作進行：東矢佳奈美
- AP：森田真由美、松田瑠美
- AD：赤坂祐貴、栗原あゆみ、安部雅史、栗原健輔、石原智香、島理沙
- リサーチ：ワンバイワンプラス
- ディレクター：大錦玄孝、山木忠従（スペード・ワン）、平野真一、石井和章、田中久也、辻章太郎
- 演出：横山剛輔、藁科誠
- 総合演出：吉原利一
- プロデューサー：荻野健、柴田泉、本田賢司、大河千夏、前田展宏
- チーフプロデューサー：福地聡
- 制作協力：読売映像、ランブル・ビー
- 制作著作：日本テレビ

### 過去のスタッフ
- TM（テクニカルマネージャー）：古井戸博、新名大作
- 美術プロデューサー：高野豊、小宮菜々子
- PR：柳沢典子
- 編成：安島隆、吉田絵、稲垣眞一、糸井聖一、岩田隆、下田明宏
- AD：山本真乃介、土井一真、小林圭子、星崎智恵、戸辺さやか
- リサーチ：辻本裕子
- 制作進行：御厨沙希
- AP：林敬子、山端友里恵
- ディレクター：長嶺望、田代由卯花、真木健一郎、大嶽一豪、古賀光輝、成田理、中野テツジロ
- プロデューサー：千葉知紀、加宮貴博、脇山浩一、安彦真利江、佐藤俊一
- チーフクリエイター：西山美樹子
- チーフプロデューサー：高橋正弘、鈴江秀樹

## 番組テーマソング
- 木村カエラ「Super girl」

## その他の番組使用曲
- LOVE PSYCHEDELICO 「Freedom」
- Paramore(パラモア) 「When It Rains」
- Sweetbox 「Everything’s Gonna Be Alright」
- How Does It Feel?

番組レギュラーの三人が歌唱する。139回にプレゼンターとして出演したVERBALが台湾で山崎の「曲を書いてみないか?」という提案を快諾したことで、制作された。164回ではVERBALが見守る中、パリでレコーディングが行われた。166回では渋谷のスタジオにてレコーディングの続きと、振付け担当のじょんてもーにんぐによるダンスレッスンの様子が紹介された。そして、169回では赤坂泰彦の進行で、これまでの経緯の紹介と完成した曲が生披露が行われた。

## パロディ
- ズームイン!!SUPER（日本テレビ、2009年（平成21年）10月7日） - エンパラ内で、藤原竜也が、映画「カイジ」のプロモーションで香港に来たときの街中での様子を「竜也!弾丸トラベラー in 香港」として放送した。